# Champions Hockey League
Champions Hockey League (hrv. Liga prvaka u hokeju na ledu) je međunarodno europsko klupsko natjecanje u hokeju na ledu koje je započelo u sezoni 2014./15. Natjecanje je osnovano u rujnu 2013. suradnjom Međunarodne federacije hokeja na ledu i klubova iz austrijske EBEL, češke Tipsport Extralige, finske Liige, njemačke DEL, švedske SHL i švicarske NLA lige. Zamišljeno je da natjecanje zamijeni dotadašnji European Trophy, Europski kup prvaka (Super Six) i Kup Europe.

## Sudionici
Sudionici u Champions Hockey League se određuju prema dobivenim licencama i to:
- A licenca – 26 klubova osnivača, pod uvjetom da igraju u svojoj prvoj ligi
- B licenca – 12 klubova – po dvije momčadi iz svake lige osnivača, bazirano po plasmanu u ligi
- C licenca – klubovi iz ostalih liga – prvaci ili osvajači regularne sezone ili osvajač Continental Cupa

| | | |
| 2016./17. | | |
| Klubovi s A licencom (osnivači lige) | | |
| - Vienna Capitals – Beč - Red Bull – Salzburg - Bílí Tygři – Liberec - Vitkovice Ridera – Ostrava - Dynamo – Pardubice - Sparta – Prag - HIFK – Helsinki - JYP – Jyväskylä - KalPa – Kuopio                                | - Oulun Kärpät – Oulu - Tappara – Tampere - TPS – Turku - Eisbären – Berlin - ERC – Ingolstadt - Krefeld Pinguine – Krefeld - Adler – Mannheim - Frölunda – Göteborg - HV71 – Jönköping                                                                              | - Färjestad – Karlstad - Linköpings – Linköping - Luleå Hockey – Luleå - Djurgården – Stockholm - SC Bern – Bern - Fribourg-Gottéron – Fribourg - EV Zug – Zug - ZSC Lions – Zürich |
| Klubovi s B ili C licencom | | |
| - Black Wings – Linz - Yunost – Minsk - Mladá Boleslav – Mladá Boleslav - Plzeň – Plzeň - Orli – Znojmo - Esbjerg Energy – Esbjerg - SaiPa – Lappeenranta - Lukko – Rauma                                                  | - Recapes de Gap – Gap - Dragons de Rouen – Rouen - Lørenskog IK – Lørenskog - Stavanger Oilers – Stavanger - Red Bull – München - Grizzlys – Wolfsburg - ComArch Cracovia – Krakow                                                                                  | - Košice – Košice - Nitra – Nitra - Skellefteå AIK – Skellefteå - Växjö Lakers – Växjö - Davos – Davos - Lugano – Lugano - Sheffield Steelers – Sheffield                           |
| Bivši sudionici | | |
| - KAC – Klagenfurt - Villacher SV – Villach - Neman – Grodno - Litvínov – Litvínov - Oceláři – Třinec - PSG – Zlín - SønderjyskE – Vojens - Espoo Blues – Espoo - Briançon Diables Rouges – Briançon - Grenoble – Grenoble | - Bolzano – Bozen - Storhamar – Hamar - Vålerenga – Oslo - Düsseldorfer EG – Düsseldorf - Hamburg Freezers – Hamburg - Kölner Haie – Köln - Kloten Flyers – Kloten - Genève-Servette – Ženeva - Braehead Clan – Glasgow – Renfrew - Nottingham Panthers – Nottingham | |

## Završnice
| sezona    | mjesto odigravanja | pobjednik         | rezultat | finalist          |
| --------- | ------------------ | ----------------- | -------- | ----------------- |
| 2014./15. | Luleå              | Luleå Hockey      | 4:2      | Frölunda Göteborg |
| 2015./16. | Oulu               | Frölunda Göteborg | 2:1      | Oulun Kärpät      |
| 2016./17. | Göteborg           | Frölunda Göteborg | 4:3 OT   | Sparta Prag       |

## Vanjske poveznice
- službene stranice
- eliteprospects.com, Champions Hockey League
- eurohockey.com, Champions Hockey League